# 3C 391
3C 391, también llamado SNR G031.9+00.0, G31.9+0.0, Kes 77 y AJG 87, es un resto de supernova situado en la constelación de Aquila. Fue detectado como radiofuente en el Tercer catálogo de radiofuentes de Cambridge (3C).

## Morfología
3C 391 es un resto de supernova de morfología mixta.
En banda de radio, 3C 391 ha sido estudiado con el Very Large Array (VLA), apareciendo como un caparazón parcial con un radio de 5 minutos de arco en el cual la intensidad de la emisión aumenta en el borde noroeste y se difumina hacia el borde sureste.
Por su parte, en la región de rayos X 3C 391 ha sido examinado por los observatorios Einstein, ROSAT, Chandra y ASCA. En las imágenes de este resto de supernova se observan dos picos de rayos X: el más brillante hacia el interior del caparazón de radio difuminado, en la zona sureste, y el más débil en el interior del brillante caparazón de radio al noroeste.
3C 391 también ha sido detectado en rayos gamma en el rango de energía de GeV, al igual que otros objetos similares como IC443, W28, W51C, W44 y W49B. La emisión de GeV es puntual en su naturaleza y se piensa que tiene origen hadrónico.
Observaciones de la línea CO(1–0) ponen de manifiesto que 3C 391 está integrado en el borde de una nube molecular, apoyando la idea de que el progenitor explosionó dentro de dicha nube y que la actual onda expansiva ha traspasado el límite de la nube.
Asimismo, se han detectado dos máseres de OH a 1720 MHz que igualmente evidencian la interacción de este resto de supernova con una nube molecular.
Se ha sugerido que 3C 391 es el resultado de una explosión de colapso de núcleo (CC) asimétrica. Se cree que la estrella progenitora pudo tener 15 masas solares.

## Edad y distancia
3C 391 tiene una edad estimada de 4000 años.
Por otra parte, la distancia a la que se encuentra este resto de supernova, 7100 ± 400 pársecs, ha sido determinada con bastante exactitud mediante un método analítico que utiliza espectros de absorción de H I y mapas de canales de CO.
3C 391 tiene un radio de aproximadamente 7 pársecs.